# The Future
The Future è il nono album di studio di Leonard Cohen e l'ultimo da lui pubblicato prima di ritirarsi in un monastero zen buddista per cinque anni nel 1994. Considerato uno dei migliori lavori fu uno dei suoi maggiori successi commerciali; molti dei brani presenti sono stati impiegati numerose volte nella colonna sonora di film come Assassini nati - Natural Born Killers, Wonder Boys e The Life of David Gale.

## Descrizione
Comprende sei pezzi composti da Cohen, uno scritto con Sharon Robinson e due cover, Be for Real di Frederick Knight, dichiaratamente ringraziato nella strofa finale del pezzo, e Always di Irving Berlin; l'album comprende anche l'unico pezzo strumentale mai pubblicato da Leonard Cohen, Tacoma Trailer, che chiude il disco.

## Tracce
Tutte le canzoni sono state scritte da Leonard Cohen, eccetto dove indicato.
1. The Future – 6:34 (Cohen)
2. Waiting for the Miracle – 7:43 (Cohen-Robinson)
3. Be for Real – 4:32 (Knight)
4. Closing Time – 6:00 (Cohen)
5. Anthem – 6:09 (Cohen)
6. Democracy – 7:14 (Cohen)
7. Light as the Breeze – 7:17 (Cohen)
8. Always – 8:04 (Berlin)
9. Tacoma Trailer – 5:57 (Cohen)

## Cover
- Durante il suo tour del 2013 il cantante Francesco De Gregori ha ripreso la canzone The Future già tradotta anni prima.